# Giulio Resta
Giulio Resta (Milano, 9 agosto 1657 – Tortona, 11 gennaio 1743) è stato un vescovo cattolico italiano.

## Biografia
Giulio Resta era figlio di Giacomo Antonio, di professione notaio e cancelliere di provincia con diversi beni in Milano, Villapizzone e Vittuone, e di sua moglie Margherita di Giulio Lonati. Grazie alla fortuna accumulata prima dal padre e poi dal fratello Giambattista. Fu proprio Giambattista che, divenuto marchese per volontà del Duca di Parma nel 1678, fece pressione su questo perché intercedesse presso la Santa Sede per favorire i suoi fratelli Giulio e Filippo Maria nella carriera ecclesiastica che era stata loro riservata.
Fu così che in breve tempo Giulio Resta venne ordinato sacerdote (1697), poi vescovo della diocesi di Tortona, venendo ordinato il 6 marzo 1701 nella Basilica di San Pietro a Roma da papa Clemente XI. Rimase alla reggenza della sua cattedra episcopale per più di quarant'anni, occupandosi attivamente della vita spirituale locale nonché del restauro del palazzo vescovile di Tortona. Guadagnatosi la fama di erudito e giurisperito di notevole rilevanza, salvò da certa condanna il marito di sua nipote Teresa Origo, il celebre paleografo alessandrino Cesare Nicola Canefri, il quale era stato accusato da diverse famiglie nobili di Alessandria di aver prodotto documenti antichi falsi a loro danno.
Consacrò nel frattempo la chiesa parrocchiale di Arquata Scrivia nel 1709 oltre all'Oratorio della Beata Vergine di Lurago Marinone, restaurandovi la villa annessa e facendone una propria residenza estiva.
Morì a Tortona l'11 gennaio 1743.

## Genealogia episcopale
La genealogia episcopale è:
- Cardinale Scipione Rebiba
- Cardinale Giulio Antonio Santori
- Cardinale Girolamo Bernerio, O.P.
- Arcivescovo Galeazzo Sanvitale
- Cardinale Ludovico Ludovisi
- Cardinale Luigi Caetani
- Cardinale Ulderico Carpegna
- Cardinale Paluzzo Paluzzi Altieri degli Albertoni
- Cardinale Flavio Chigi
- Cardinale Emmanuel Théodose de La Tour d'Auvergne
- Papa Clemente XI
- Vescovo Giulio Resta